# Грузијски државни удар 1991–1992.
Грузијски државни удар 1991–1992, познат и као Тбилисијски рат, или пуч 1991–1992, био је унутрашњи војни сукоб који се догодио у новој независној Републици Грузији након пада Совјетског Савеза, од 22. децембра 1991. до 6. јануара 1992. Пуч, који је изазвао грађански рат у Грузији, супротставио је фракције Националне гарде лојалне председнику Звијаду Гамсахурдији против неколико паравојних организација уједињених крајем 1991. под вођством ратних вођа Тенгиза Китованија, Џабе Јоселијанија и Тенга Сигуа.
Рат у Тбилисију је окончан прогонством првог демократски изабраног председника Грузије, након две недеље насилних сукоба на авенији Руставели, главној саобраћајници Тбилисија, који се углавном састојао од опсаде зграде грузијског парламента, где је Гамсахурдија био изолован у бункеру. Након Гамсахурдијевог пада, Војни савет, предвођен Китованијем, Јоселианијем и Сигуом, преузео је власт у Тбилисију и обезбедио повратак Едуарда Шеварнадзеа, последњег совјетског министра спољних послова, како би му предао власт. Присталице свргнутог председника подигле су побуну, која је угушена уз помоћ руске војске. Шеварнадзе је постепено избацивао Китованија и Јоселианија и владао земљом све док није збачен у бескрвној „Револуцији ружа“ 2003. године.

## Историја
Након инвазије Црвене армије 1921. и бољшевичког преузимања, Грузија је постала део Совјетског Савеза. Упркос формалном статусу суверене „синдикалне републике“ (Социјалистичка Совјетска Република Грузија), националистичка осећања која захтевају независност развила су се у Грузији углавном током 1970-их, осећања која су се понављала широм Совјетског Савеза као и социјални проблеми и репресија националистичких покрета довели су до неколико протеста у Грузији, који су кулминирали трагедијом 9. априла 1989. године, када су власти потиснуле протест у Тбилисију, што је резултирало смрћу 21 особе и хапшењем главних опозиционих лидера, укључујући Звијада Гамсахурдија.
Трагедија у Тбилисију, заједно са војним неуспехом у Авганистану и рушењем гвоздене завесе која је одвојила западни свет од Источног блока довела је до ланчане реакције у којој су балтичке државе прогласиле независност 1990. Убрзо су совјетске власти, под притиском масовне побуне, омогућиле су вишестраначке изборе у октобру 1990. године, на којима је Округли сто, савез предвођен Звијадом Гамсахурдијом, освојио већину места у Врховном савету, што је кулминирало крајем 69 година дуге владавине Комунистичке партије.
Распад Совјетског Савеза довео је до поновног рађања тензија између одређених етничких група широм савезних република, при чему Грузија није изузетак. Адамон Никхас, комунистички покрет у Јужној Осетији, почео је да тражи већу аутономију од Тбилисија још крајем 1980-их, захтев који је централна влада одбила у новембру 1989. Тензије између Тбилисија и Цхинвалија су расле све до проглашења суверенитета Јужне Осетије у оквиру Совјетског Савеза у септембру 1990. године, након чега је Тбилиси узвратио потпуно укидањем Аутономне области Јужна Осетија и слањем војне фракције да пацификује регион. У јануару 1991. милитаризација сукоба је поделила Цхинвали на два дела, чиме је покренут грађански рат који је трајао до јуна 1992. године и који је довео до стварања сепаратистичке Републике Јужне Осетије.
У међувремену, Абхазија је запала у етнички сукоб. Већ 1989. године, насилни сукоби између грузијских и абхазијских националиста довели су до одређене поделе која се проширила на „рат закона“ између законодавних тела Тбилисија и Аутономне Совјетске Социјалистичке Републике Абхазије.

### Увод у сукоб
Дана 9. априла 1991, две године након трагедије у Тбилисију и десет дана након углавном победничког референдума, Врховни савет Грузије прогласио је независност земље и именовао Звијада Гамсахурдију, познатог дисидента и портпарола грузијског национализма, за привременог председника. Овај последњи је на крају изабран за председника са 86% гласова на изборима на којима је стопа учешћа 26. маја износила 83%. Гамсакхурдија је посебно добио велика председничка овлашћења од стране парламента, укључујући:
- Право вета на било који закон одобрен у парламенту;
- Ратне декларације и овлашћење да се прогласи ванредно стање;
- Овлашћења за именовање премијера, председавајућег судије Врховног суда, генералног тужиоца и врховног команданта оружаних снага;
- Потпуни имунитет.

Већ у октобру 1990. године, док је Гамсахурдијин покрет већ био на власти у Тбилисију под дејуре јурисдикцијом Совјетског Савеза, нова влада је затворила већину новина које су подржавале Комунистичку партију. Млади Грузијци, омладински часопис са седиштем у Тбилисију, такође је затворен 3. априла 1991. због Гамсахурдијевих навода о сарадњи са КГБ-ом. Јавна телевизија је укинула сав програм који није отворено подржавао Гамсахурдијеву платформу и децембра 1990. године, 60 припадника Мкедриони милиције је отпочело штрајк глађу као одговор. Независни лист Ибериа је насилно протеран из свог седишта у мају 1991. Новинари су рутински били искључени са конференција за штампу, а јавна телевизија је често оптуживала своју конкуренцију да је у служби Москве, док је Тбилиси користио претње смрћу и лажне кривичне истраге против одметнутих водитеља вести. Међународна штампа је такође била у великој мери потиснута. Председништво Гамсахурдије почело је уз озбиљну опозицију, коју је углавном чинила радикална фракција национално-ослободилачког покрета, коју је представљао Национални савет.
Јануара 1991. Звијад Гамсахурдија је потписао извршни декрет којим се ствара Национална гарда Грузије, увод у будућу грузијску армију, под јурисдикцијом новог Министарства унутрашњих послова. На њено чело је именовао Тенгиза Китованија, недавно изабраног у Врховни савет Грузије са Гамсахурдијевом странком, са мисијом да регрутује 20.000 способних војника. Министарство унутрашњих послова је у фебруару, док је покушавало да угаси неколико паравојних организација које делују широм земље, ухапсило десет чланова Националне демократске партије (НДП) и 56 припадника милиције Мхедриони, укључујући њеног вођу Џабу Јоселианија због илегалног поседовања оружја у Кахетији. 
Китовани је у великој мери био у вези са Гамсахурдијиним ратом у Јужној Осетији, покренувши неколико напада на регионе ван контроле Тбилисија између фебруара и јуна 1991. године. Међутим, током лета те исте године ситуација се драстично променила. Дана 18. августа, три министра, укључујући премијера Тенгиза Сигуу, објавили су своју подршку опозицији и поднели оставке на своје функције, оптужујући председника да је постао „тоталитарни демагог“. Гамсахурдија је преузео чело министарстава спољних послова и правде. Покушај пуча у Москви следећег дана довео је до нове контроверзе, са гласинама да Гамсахурдија подржава вође радикалних пуча који су обилазили Тбилиси, што је натерало Китованија на неслагање. Убрзо је руска новинска агенција Интерфакс објавила чланак у којем се тврди да је грузијски председник спреман да разоружа Националну гарду како би је интегрисао у Совјетску армију, што је Тбилиси убрзо демантовао. Дана 23. августа, Гамсахурдија је издао председнички декрет којим је укинуо положај команданта Националне гарде, отпустио Китованија и ставио трупе у потпуности у надлежност Министарства унутрашњих послова.
Тенгиз Китовани, противећи се овој одлуци, напустио је Тбилиси са снагама од око 15.000 наоружаних људи и направио логор у клисури Ркони, око 40 километара северно од престонице. Убрзо су му се придружили Тенгиз Сигуа и бивши министар спољних послова Гиоргија Хоштарија. Као одмазду, Гамсахурдија је забранио Комунистичку партију, која је у то време укључивала 60 чланова парламента. Да би смирио ситуацију, Тбилиси је претворио локални биро КГБ-а у Одељење за националну безбедност, које је неколико недеља касније постало Министарство. Такође је формиран Савет за националну безбедност, што је доказало да Гамсахурдија жели да види војну инфраструктуру независну од Москве. Међутим, ниједна од ових реформи није смирила Китованија и његове савезнике.
Дана 2. септембра, ситуација постаје насилна када снаге полиције нападају демонстранте које су организовали Народни фронт Грузије и НДП да траже слободу Џабе Јоселианија. Према наводима невладине организације Human Rights Watch, демонстранти, окупљени у Авенији Руставели, су били испебијани пендрецима, док су војници пуцали на масу, ранивши три цивила. Гиорги Чантурија, лидер НДП-а, је ухапшен од стране органа за спровођење закона, што само погоршава тензије. Чланови парламента опозиције, студентске групе и други активисти из целог Тбилисија свакодневно демонстрирају у септембру. Дана 11. септембра, док 27 политичких партија потписује захтев за оставку Гамсахурдије, овај прети да ће распустити парламент и гради барикаде на авенији Руставели. Историчар Стивен Ф. Џонс ће касније писати да су ове провокације директне претње за грађански рат.
Дана 22. септембра, група од неколико десетина демонстраната почиње штрајк глађу испред парламента, али их насилно растера 250 председничких гардиста и око 200 „фурија“, жена партизанки Гамсахурдије. У ноћи између 22. и 23. септембра, ситуација се додатно захуктава када око 5.000 присталица Гамсахурдије, предвођених замеником Автандилом Ртскхиладзеом, улази у седиште НДП-а, где се суочава са око 800 чланова опозиције. Два дана касније, 24. септембра, Звијад Гамсахурдија проглашава ванредно стање. Влада тада почиње нову рунду напада на штампу, посебно када руском новинару Алберту Кочеткову опљачка стан од стране 15 наоружаних војника. Тенгиз Китовани, у међувремену, обећава да ће подржати политичку опозицију Гамсахурдији и шаље поруку подршке члановима НДП-а преко новинара Зураба Кодалашвилија, коме су власти заплениле опрему.
Број политичких затвореника расте: Гиорги Кхаиндрава, члан политичке партије Грузијског националног конгреса, ухапшен је 17. септембра, Валери Кваратскелија, ТВ продуцент, завршава у затвору 2. октобра, а Кхиндашели , регионални секретар НДП-а у Самтредији, придружује им се ускоро. У ноћи између 21. и 22. октобра ухапшено је и једанаест чланова НДП-а, док је Темур Жоржолиани, лидер Монархистичке партије, ухапшен 15. новембра. Сви су затворени у затвору Ортачала на југу Тбилисија. Према речима опозиционих лидера, политички сукоб се наставља у затвору Ортачала. Лидери НДП-а наводе да је неколико нереда оркестрирано како би се планирала убиства одређених затвореника. Дана 25. октобра врата појединих затворских ћелија остају отворена, што доводи до нових нереда који се завршавају интервенцијом совјетских снага које убијају непознат број затвореника. Ванредно стање у Тбилисију приморава све формалне политичке активности на паузу. Тако, НДП и Партија националне независности, две од последњих преосталих активних опозиционих партија, обустављају своје активности убрзо након демонстрација 3. и 5. октобра.
Од краја септембра 1991. Тбилиси је подељен град. Насеља Глдани, Надзаладеви и Дидубе, као и јужни и средишњи делови авеније Руставели (у којима се налазе владине зграде) остају под војном контролом Звијада Гамсахурдије, који је почео да се изолује у згради парламента. Квартови који се налазе између Института Маркс-Енгелс-Лењин (Авенија Руставели 29) и Државног универзитета у Тбилисију (Авенија Чавчавадзе 1) су лојални опозицији, док Мкедриони милиција користи остатак авеније Чавчавадзе као полигон за обуку. У међувремену, квартови Ваке и Сабуртало, насељени припадницима совјетске интелигенције, остају неутрални. Крајем септембра, Тенгиз Китовани се враћа у Тбилиси, у пратњи неке од својих трупа, али администрација доводи хиљаде присталица Гамсахурдије из руралних региона Грузије. Дана 25. септембра, Иракли Церетели, лидер Партије националне независности, најављује почетак грађанског рата претећи: „или ћемо пропасти, или ће Гамсахурдија“.
Са 1.000 до 3.000 војника на свакој страни, прве војне борбе се воде у октобру, око седишта јавне телевизије, док опозиција покушава да преузме контролу над зградом како би емитовала поруку којом се најављује крај режима Гамсахурдије. Совјетске власти, које се још увек налазе у близини Тбилисија, користе унутрашњи хаос да продају оружје обема странама како би погоршале ситуацију.  Након великих хапшења политичких противника, централна влада осваја лаке победе, успевајући да истера Китованија и његове бивше трупе Националне гарде из Тбилисија. Привремени повратак у мир омогућава Гамсахурдију да забрани све политичке партије 5. новембра пре него што затвори локалне новине. Истог месеца, аутомобили који припадају Теду Паташвилију и Гели Чорголашвилију су експлодирала у терористичком чину. 
Тенгиз Китовани 19. децембра нуди ултиматум Звијаду Гамсахурдију, тражећи његову хитну оставку. Али овај други одбија, што ће касније критиковати његов министар спољних послова Мурман Оманидзе. Тенгиз Китовани се 20. децембра 1991. враћа у Тбилиси, где уједињује своје трупе са трупама Мхедриони и милиције Друштва Мераб Костава. Следећег дана, Совјетски Савез се формално укида, а Грузија одбија да се придружи Заједници независних држава. Звијад Гамсахурдија се забарикадирао у подруму зграде парламента. Након што је стигао у престоницу, Китовани објављује: „Нисмо се активно борили против [Гамсахурдије] док међународно мишљење о ауторитарној природи његове личне диктатуре није било јасно. Дакле, оно што сада радимо није војни удар већ пре свргавање диктатуре са циљем успостављања демократског поретка“.

### Борбе
Недостатак организованости унутар владиних трупа и пребег великог броја снага током пуча отежава сваки покушај да се процени величина трупа лојалних Звијаду Гамсахурдији. На почетку сукоба, Национална гарда, која укључује само делић од својих 15.000 оригиналних војника након отцепљења Тенгиза Китованија, доприноси да већина трупа штити зграду парламента, али број стварних припадника Националне гарде који учествују у сукобу остаје непознато, пошто велики део Гарде остаје у Јужној Осетији током пуча. Док неки западни извори тврде да се између 1.000 и 2.000 бораца бори за Гамсахурдију, он процењује да има 5.000 војника на својој страни.
Извори постају нејасни у другој недељи пуча. Гиорги Каркарашвили, који предводи ратне напоре Војног савета, тврди да друга страна до 4. јануара нема више од 250-300 људи, док је руска новинска агенција Интерфакс известила дан раније о 300-500 војника Звијадиста. Други руски извори, у међувремену, процењују скоро 1.500 Звијадиста, од којих је 60% наоружано, дана 5. јануара. Војни савет, који представља опозицију, је током сукоба изјавио да је већина про-Гамсакхурдијских војника имала 18 или 19 година и да су били приморани на борбу. Према савету, постојала је само мала група наоружаних бораца који су припадали владином ОМОН-у, специјалном, високо обученом огранку Националне гарде. Неки од оних који су се борили на Гамсахурдијиној страни су наводно биле његове одане следбенице обучене у црно, познате као „фурије“ или „Батаљон црних чарапа“. За председника се борила и омладинска милиција из планинског региона Сванети, под надимком „Леми“ (ლემი).
Учешће страних плаћеника остаје контроверзна тема, коју негирају присталице Гамсахурдије. Међутим, током конференције за новинаре Војног савета од 4. јануара, овај последњи осуђује употребу чеченских плаћеника које је послао председник Ичкерије и блиски савезник Гамсахурдије Џохар Дудајев. Џаба Јоселиани, вођа милиције Мхедриони, тада наводи да је „позиција Џохара Дудајева неприхватљива и погрешна, али остаје нада да се може поправити.“ Дана 5. јануара, четворица украјинских плаћеника су вероватно радили као снајперисти за војску.
Већина опозиционих трупа долази из побуњеничких фракција Националне гарде које су пратиле Тенгиза Китованија током његове побуне у августу 1991. године. Међутим, док се процењује да је 15.000 до 20.000 припадника Гарде обећало верност борби опозиције, само мали део ових бораца учествовао је у бици за Тбилиси, док су остали војници остали у Јужној Осетији или Абхазији борећи се у Јужној Осетији 1991–1992.
Џаба Јоселијани је командовао милицијом од 600 до 5.000 ултраконзервативних војника која делује по стандарду Мкедриони. Ова милиција је остала под директним руководством Јоселијанија, чак и након уједињења опозиције након проглашења Војног савета 2. јануара 1992. године, и управо та милиција је изазвала масакр 3. јануара. Друштво Мераб Костава, које је организовано као политички покрет 1990. године пре него што је постало оружана милиција на челу са Важијем Адамијом, придружило се побуњеничкој Националној гарди већ 20. децембра 1991. године.
Почевши од 22. децембра, Тетри Артсиви (თეთრი არწივი), паравојна група од око 80 људи коју је предводио Гиорги Каркарашвили и која је деловала у Јужној Осетији у рату, помагала је опозицији. Ова милиција би се користила за опсаду Тбилисија и блокирање свих путева који воде ка престоници. Каркарашвили ће касније постати једна од главних личности у Војном савету, пре него што је преузео место министра одбране током рата у Абхазији. Унија Авганистанаца, милиција састављена од ветерана из совјетске инвазије на Авганистан и која је остала неутрална током првих фаза пуча, у почетку оклева да се придружи про-Гамсахурдијској коалицији. Међутим, након хапшења Нодара Гиоргадзеа, шефа милиције и заменика министра одбране, гласине о његовом погубљењу у председничком бункеру довеле су до тога да се Унија формално придружила опозицији.

### Мешање Русије
Према речима историчарке и блиске савезнице Гамсахурдије Лејле Цомаје, постоји контроверзна теорија о почетку сукоба. Звијад Гамсахурдија је, према овој верзији, имао рок до 07:00 часова 22. децембра да контактира Бориса Јељцина и обећа чланство Грузије у Заједници независних држава. Гамсахурдијево одбијање да то учини било би оно што је покренуло непријатељства. Ову верзију потврђује и председник, који је оптужио Јељцина да стоји иза пуча. Он је 3. јануара поновио своје оптужбе и пуч назвао „кремљским пучем“.  Током сукоба, оптужбе за руску помоћ једној или другој страни редовно су износили и председник и опозиција. Тако се Гамсахурдија из свог бункера пожалио да јединице Совјетске армије „не помажу легитимно изабраном председнику и уместо тога пружају значајну помоћ опозиционим бандитима." С друге стране, Џаба Јоселијани је оптужио Гамсахурдија да је превише близак руским обавештајним службама, тврдећи да су три министра (министар спољних послова Мурман Оманидзе, министар унутрашњих послова Дилар Хабулијани и министар техничких ресурса Игор Цхеидзе) били агенти КГБ-а. Упркос овим оптужбама, Јуриј Греков, први заменик команданта Закавказског војног округа Совјетске армије, негирао је било какву совјетску умешаност у сукоб, док је постигао споразум о останку совјетских трупа у Грузији након Гамсахурдијевог одласка.
У децембру 1992. године, скоро једанаест месеци након завршетка сукоба, Московске новости објавиле су писмо генерал-пуковника Суфијана Бепајева, који је тада био заменик команданта Закавкаског војног округа Црвене армије, који је тврдио да је донео логистичке и војну помоћ опозицији од 28. децембра. Према том писму, без мешања руских војника, „присталице Гамсахурдије би имале загарантовану победу“. Ова верзија чињеница је такође открила учешће руских војника током битке око Радиодифузне куле у Тбилисију. Међутим, другу теорију изнео је грчки стратег Спирос Деметрију, који је у студији из 2002. открио велике импликације совјетских снага у грађанском рату. Убрзо након Гамсахурдијевог избора 1990. године, московске власти су одобриле тајну операцију увођења велике артиљерије недокументованог оружја у Грузију преко Јерменије и Азербејџана, која ће бити распоређена међу неколико паравојних група које су основали грузијски националисти. Већ почетком 1991. године у војну базу Вазијани и у грузијске станице ДОСААФ-а уведена су велика складишта АК-47. Девет грузијских, три осетинске и три абхаске милиције су тако биле наоружане пре почетка грађанског рата. Nine Georgian, three Ossetian, and three Abkhaz militias were thus armed before the beginning of the civil war.
Током самог пуча, Суфијан Бепајев је обезбеђивао оружје и наоружана возила обема странама. Према неким изворима, он је највероватније почео тако што је нудио бесплатно оружје на почетку пуча, пре него што је почео да га продаје: 200 до 300 долара по АК-47, 800 долара по Макарову ПМ и 5.000 до 8.000 долара по наоружаном возилу. Према подацима Фондације за одбрану Грузије, Национална гарда је у периоду од 21. децембра 1991. до 6. јануара 1992. примила скоро 200 АК-47, 50 РПГ-7, две пушке СВД Драгунов и 200 ПМ Макарова. После победе Војног савета, 10. јануара је формиран специјални батаљон Националне гарде који је у потпуности опремљен руским војним базама.
Неки анализирају ову шему дистрибуције оружја као природни резултат недостатка реда међу преосталим совјетским армијама након пада Совјетског Савеза, с обзиром на тешке економске услове на Кавказу и корупцију високих војних званичника. Међутим, Деметрију је открио још једну теорију о заједничкој подршци Руса: У свом покушају да дефинише и спроведе спољнополитичке циљеве у постсовјетској сфери, руски председник Борис Јељцин сукобио се са прерогативима конзервативних и тврдолинијашких политичких и војних актера. У Грузији су се ови спорови манифестовали у дуалитету политике према сукобима. Јељцин је фаворизовао процес дијалога, преговора и сарадње са грузијском владом. Руски војни лидери су, међутим, сматрали да је очување руског војног утицаја и стратешких средстава на геостратешки важном Кавказу примарни циљ који треба постићи чак и на рачун независности Грузије и свим могућим средствима. Као резултат тога, руска војска је водила сопствену „спољну политику“ у Грузији. Циљ ове „спољне политике“ био је да се супротстави грузијском одбијању било каквих веза са Русијом, као што је то унутар Заједнице независних држава. Средства су била дестабилизација и стварање ситуације у којој би била потребна значајна и дугорочна руска помоћ (у облику трупа и инсталација). Подстицање зараћених страна на свим странама сукоба оружјем и другим материјалом, руски војни лидери су постигли оба ова циља.

### Сукоб
Чим Китовани стигне у Тбилиси, борбени планови се постављају. Док се Национална гарда и лидери владе утврђују у згради парламента, Тенгиз Сигу преузима хотел Тбилиси на авенији Руставели, мање од 250 метара од парламента, означавајући зграду као војни штаб опозиције. Дана 21. децембра, Отар Литанишвили, командант Мкедриони полиције, доноси детаљну мапу главног града у штаб и војне вође планирају предстојеће нападе. Тенгиз Китовани преузима команду над предстојећим нападом на парламент, пошто је највише познавао инфраструктуру зграде, још од свог времена као шефа Националне гарде.  Припреме опозиције су углавном обављене у ноћи између 21. и 22. децембра. Гиорги Арвеладзе, официр Мхедриони (и будући министар економије), послан је да прегледа околину парламента како би потврдио локацију владиних трупа и ускоро је Руставелијева авенија блокирана од јавности, а обе стране користе аутобусе и наоружана возила да изолују најпопуларнију улицу Тбилисија. Око 01:00, Гиорги Каркарашвили, који предводи милицију од око 80 људи познатих као „Бели орао“, напушта своје место у Цхинвалију, где брани грузијске четврти града током сукоба у Јужној Осетији и поставља барикаде на главном магистралном путу који води ка Тбилисију са севера, како би избегао сваки приступ престоници, пре него што остави своје војнике у предстражи док носе оружје опозицији. Његова милиција је наоружана са 50 АК-47, 3 АК-74, 20 АКС-74У и 50 сандука граната.
Ујутро 22. децембра, према сведочењу сведока бившег заменика Сандра Брегадзеа, Сигу наређује својој личној гарди, коју предводи бивши официр совјетске тајне службе Муртаз Шалуахсвили, да се постави у Александров парк (данас познат као Парк 9. априла), како би гађали Парламент. Пошто само црква Кашвети служи као тампон између оба табора, владине власти шаљу градоначелника Тбилисија Тамаза Вашадзеа и заменика Автандила Ртскхиладзеа у преговарачку мисију последњи пут пре почетка борбе, али су њих двојицу киднаповале Сигуине снаге. Око 07:30, Муртаз Шуалашвили наређује прву ватру на парламент а Каркарашвили лансира четири ракете на зграду парламента, отварајући двонедељно насиље. Према извештају Њујорк тајмса, опозиција одбија да прихвати било какву одговорност са првим нападом. Током 22. децембра, обе стране користе ракете, гранате и аутоматско оружје у међусобној борби. Црква Кашвети, у којој су смештени опозициони војници, постаје мета владиних снага. Домаћинство Гамсахурдија, названо „Колхидско звоно“, запалило се, али породица, под заштитом владе током пуча, остаје безбедна.
Зграда парламента је потпуно изолована, посебно због претходног пресецања свих комуникационих каблова који воде до и од Гамсахурдијевог бункера, пресека који је председник наредио неколико месеци раније по савету свог саветника за националну безбедност, Отара Хатиашвилија. Хатиашвили се придружује опозицији првог дана борби, док министар комуникација Феликс Ткебучава остаје формално у влади, али сарађује са вођама пуча тако што прекида телефонске линије парламента. Током дана, побуњеници су два пута успели да уђу у Парламент, али су владине снаге оба пута гурале назад, пре него што су затражиле преговоре. Ово последње убрзо пропада и битка почиње изнова, док Сигуа контактира Гамсахурдију и упозорава га, „Ваше грешке се више неће дешавати. Требало је одавно да поднесете оставку. Сада је боље да изађете са белом заставом или ћемо се побринути за све“.
Бесик Кутателадзеа, заменик министра одбране, шаље Звијада Гамсахурдија да поново преговара са опозицијом, али он издаје председника, придружује се опозицији и даје телевизијску декларацију тражећи од Гамсахурдија да поднесе оставку и да дозволи новом парламенту да казни све кривце иза насиље. Кутателадзе затим узима хеликоптер и Сигуа и Тенгиз Китовани га шаљу у Зугдиди, у западној Грузији, да спречи формирање про-Гамсахурдијских снага. Тамаз Нинуа, заменик министра спољних послова, такође иде у опозицију. Током поподнева, Илија II, патријарх Грузинске православне цркве, појављује се на авенији Руставели, тражећи од обе стране да се договоре о миру, док остају неутрални током сукоба, што ће касније бити жестоко критиковано од стране неких присталица Гамсахурдије. Током вечери, Гамсахурдија, који је остао у свом бункеру са својом породицом, обратио се нацији, претварајући се да су његове снаге поразиле опозиционе трупе и обећавајући да неће поднети оставку. Током првог дана битке убијено је између седам и 17 људи.
Сукоб се интензивира 23. децембра током новог директног напада на Скупштину, организованог ујутру, али га је одбила Национална гарда. Током дана, председнички авион се премешта са једне стране аеродрома Ново Алексејевка у Тбилисију на другу, што доводи до гласина о потенцијалном одласку Гамсахурдије; ове гласине, међутим, демантује влада, која уверава да је тај потез направљен из безбедносних разлога, уз најаву сумњиве предности у односу на опозиционе војнике. Аеродром и ТВ и радио станице су привремено затворени. Руска ТВ, у међувремену, пружа снимке возила наоружаних ракетним бацачима уперена у зграду парламента, пре почетка другог напада на структуру, који предводи сам Тенгиз Сигуа, који предвиђа скору победу. Други напад 23. децембра резултирао је привременом победом председничких снага, али се Музеј уметности Грузије, прекопута парламента, запалио. Руска новинска агенција ТАСС пише о догађају да је неколико људи заглављено у музеју без излаза, док ватрогасне екипе немају приступ због блокаде улице опозиције. Гамсахурдија подсећа на преостале делове своје Националне гарде у Тбилисију како би покушао да пробије опозиционе барикаде изван града, чиме је стављена тачка на било какво велико грузијско војно присуство у Јужној Осетији.
Према извештају Њујорк тајмса из Тбилисија, насиље се повећава 24. децембра и, док се звуци пројектила бачених на парламент и телевизијски торањ у Тбилисију (два километра западно од авеније Руставели) чују кроз центар престонице, погоршање ситуације наводи Стејт департмент да објави прву реакцију Америке на грузијски грађански рат: Налазимо да је досије председника Гамсахурдије о посвећености демократским принципима и међународно признатим људским правима лош. Политичке и друге спорове треба решавати мирно и на начин у складу са међународно признатим принципима људских права. Позвали смо и грузијску владу и опозицију да поштују ове принципе у решавању свог спора.
Ова реакција администрације Џорџа Х. В. Буша остаје контроверзна до данас. Почетак међународног признавања независности Грузије током пуча, уместо током председавања Гамсахурдија, критиковаће министар спољних послова Мурман Оманидзе. Сједињене Државе, Канада и Иран признају Грузију 25. децембра, а следе Бразил, Куба, Тајланд и Индија 26. децембра, Вијетнам, Белорусија, Египат, Алжир и Кина 27. децембра, Јордан и Хрватска 28. децембра, Либан 30. децембра и Пакистан 31. децембра. Током овог периода, Оманидзе је у Москви да покуша да преговара о помоћи од руског председника Бориса Јељцина, али је овај одбио да се састане са грузијским званичником, наводећи као разлог кршење људских права у Јужној Осетији.
Док повећавају блокаду око Тбилисија, Тенгиз Сигуа и Тенгиз Китовани нуде мировни предлог Гамсахурдији 24. децембра. План нуди да се чланови владе буду безбедни у замену за тренутну оставку председника, понуду коју је шеф државе одбио. На крају дана, неки међународни извештаји процењују број мртвих између 23 и 50 Грузијаца и 168 до 200 повређених. Руска телевизија приказује снимке цивила који током вечери евакуишу тела жртава. Према америчким медијима, 25. децембра број мртвих расте на 30–80 жртава.
Најжешћа битка државног удара одиграла се 27. децембра када су трупе Тенгиза Китованија продрле у парламент и запалиле први спрат зграде бензином. Министарство здравља је након интервјуа за Њујорк Тајмс саопштило: „немамо појма шта се дешава, осим чињенице да има пуцњаве око парламента.“  Извештај на 18 страна постаје једини извор информација о председавању Гамсахурдије међу многим западним круговима. Публикација осуђује политичке прогоне власти против опозиције, хапшења чланова Мхедрионија, етничке сукобе у Јужној Осетији и зауставља свој наратив 22. новембра 1991. Током конференције за штампу, представници Human Rights Watch, објавили су да „нису у позицији да процене посвећеност неорганизоване опозиције људским правима.“ Рејчел Денбер, главни аутор извештаја, признаје милитаризацију опозиције током интервјуа у САД, подвлачећи чињеницу да „добар део опозиције остаје посвећена основним правима.""
Дана 28. децембра постаје јасно да су владине снаге изгубиле сву контролу изван председничког бункера и Тенгиз Китовани, праћен одредом полиције Мхедриони, заузима бившу совјетску канцеларију КГБ-а у насељу Глдани, где је неколико опозиционих лидера затворено. Осам затвореника је ослобођено и доведено на Руставелијеву авенију како би охрабрили борце, укључујући Гиоргија Чантурију, Гиоргија Каиндраву и титуларног шефа Мкедрионија, Џабу Јоселианија. Овај последњи преузима контролу над милицијом и најављује да се грађански рат мора наставити до оставке Гамсахурдије. На свом путу, трупе су спалиле неколико зграда од стратешког значаја, укључујући Народну банку Грузије и Министарство унутрашњих послова што је довело до уништења скоро 210.000 докумената (или 80% целокупне) владиних архива из совјетске ере.
Крајем 28. децембра, број мртвих је порастао на најмање 42, а 260 повређених. Дана 31. децембра, Нодар Гиоргадзе, заменик министра одбране и вођа милиције коју чине ветерани рата у Авганистану, јавно тражи Гамсахурдијеву оставку, што је довело до његовог хапшења. Убрзо му се придружује Мурман Оманидзе, министар спољних послова и један од Гамсахурдииних најближих саветника, након његовог неуспелог преговарачког путовања у Русију.
Дана 1. јануара 1992. године, опозиционе снаге су заузеле Радио-дифузни торањ у Тбилисију, омогућавајући им да контролишу телевизијске емисије. Дана 2. јануара 1992. године, опозициони лидери, окупљени у оквиру Академије наука, објавили су оснивање Војног савета. Савет постаје једина влада коју признају чланови опозиције, а Звијад Гамсахурдија постаје узурпатор у очима многих. Док се комплетан састав администрације Савета никада не објављује, Тенгиз Китовани и Џаба Јоселијани се проглашавају за председавајуће Савета, док номинују Тенгиза Сигуу за шефа владе и премијера и парламент је распуштен. Александре Чикваидзе, руски амбасадор у Холандији, именован је за министра иностраних послова, бивши совјетски војни комесар Леван Шарашенидзе именован је за министра одбране, а Вахтанг Размадзе постаје главни тужилац. Теоретски, влада Гамсахурдија остаје једини легитимни ентитет признат од стране великих страних сила, али није јасно коју владу признају Лаос, Етиопија и Ирак, који признају независност Грузије на дан стварања Савета. Китовани и Јоселијани заједно потписују све декрете хунте, укључујући и први декрет о свргавању кабинета Гамсахурдије, пре него што су другим декретом укинули Устав. Наређујући такве потезе, опозициони лидери су тврдили да желе да обнове стару Демократску Републику Грузију из 1921. године, али ова обнова ће се догодити тек крајем фебруара а земља треба функционише под једностраном контролом хунте месец дана. Како би уверио цивилно становништво у демократске намере опозиције, Војни савет најављује формирање консултативне скупштине од политичких и интелектуалних личности („отворена за све, осим Звијада Гамсахурдије“) која ће представљати политичке странке, етничке мањине и интелигенцију земље.
Истог дана хунта широм Тбилисија уводи полицијски час, забрањујући свима да напуштају своје домове од 23:00 до 06:00. Звијад Гамсахурдија, чије трупе у овом тренутку чине само неколико стотина стражара, тражи из свог бункера од грузијског народа да игнорише уредбе Војног савета и да следи само „Устав, законе Републике и оне њене демократске -изабрана влада“, док је тражио штрајк глађу и одбијао да поднесе оставку. Главна битка 2. јануара одвија се увече када, око 18 часова, владине трупе пратећим ватром нападају хотел Иверија, који је под контролом опозиције, на мање од једног километра северно од зграде парламента и који укључује канцеларију Црвеног крста. Опозиција узвраћа из зграде Академије уметности, што доводи до жестоке борбе на авенији Руставели до 22 часа. До краја 2. јануара, Министарство здравља Гамсахурдије избројало је укупно 73 мртва и 400 повређених од почетка сукоба. Гиорги Каркарашвили је именован војним гувернером Тбилисија од стране Војног савета.
Док Тбилиси запада у хаос, остатак Грузије (осим Јужне Осетије) остаје мање-више миран током прве недеље сукоба. Међутим, догађаји су утицали на неке руралне зоне у јануару 1992. Дакле, док грузијска телевизија пада под контролу опозиције 1. јануара, сав програм је заустављен у западној Грузији, која је остала лојална Гамсахурдији. На исти начин, док већина земље престаје да добија новине након затварања штампарија у Тбилисију током пуча, западна Грузија задржава своје про-Гамсахурдијске новине. Дана 4. јануара, Звијад Гамсахурдија потписује декрет из свог бункера којим се од свих општинских и регионалних влада изван Тбилисија захтева да организују велику мобилизацију трупа против опозиције, чин који су неки описали као позив на герилски рат.Ова наредба захтева да се мобилизација одржи до 7. јануара и налаже локалним властима да отворе мобилизационе центре за пријем свих војних обвезника, старости од 20 до 45 година. Локалне власти су такође у обавези да организују транспорт за ову теоријску војску. Међутим, без Националне гарде, ова уредба се не може спровести. Као одговор, Војни савет најављује укидање локалних самоуправа и изјављује намеру да именује локалне гувернере лојалне опозицији. Према саопштењу Савета, већина центара локалне самоуправе пала је под контролу хунте до 18.30 часова 4. јануара.
Дана 3. јануара постаје јасно да влада Гамсахурдија више нема довољно снага да порази опозицију. Међутим, западна штампа доводи у питање снагу опозиције, пре свега због повољног положаја бункера, али и због недостатка било какве одлучујуће силе са обе стране. Ашот Манучарјан, саветник за националну безбедност јерменског председника Левона Тер-Петросијана, истог дана стиже у Тбилиси како би посредовао у миру између противника и убедио их да потпишу мировни споразум; међутим, Гамсахурдија је увређен сусретом јерменске делегације и опозиције.
Звиад Гамсахурдија држи свој последњи говор из свог бункера ујутру: Док смо скоро постигли праву независност републике и њено признање и светске силе, неколицина издајника наше отаџбине покушава да угрози нашу независност стварањем Војног савета, истог карактера као и револуционарни комитет фебруара 1921. године. Данас, судбина наше нације треба да одлучи. Молим све да устанемо на одбрану отаџбине, да бранимо будућност наше деце. Целокупно становништво наше републике мора стати у одбрану своје легитимне и демократски изабране власти. Влада у потпуности контролише ситуацију и наставља да усмерава републичку инфраструктуру. Савладали смо многе препреке на путу ка независности. Верујемо да ће и сада грузијски народ часно превазићи тренутну ситуацију. Молим вас да формирате одборе за одбрану и да се одупрете одлукама Војног савета. Молим вас да организујете велике демонстрације, многе штрајкове и друге акте грађанске непослушности.
Док је Војни савет издао нови декрет којим се забрањују сви протести, од 3.000 до 4.000 Гамсакхурдијевих присталица организује демонстрације око 12:00 часова 3. јануара, кренувши од железничке станице до улице где су се водиле битке. Демонстранти, укључујући углавном мушкарцие и жене средњих година, носе председников портрет, узвикујући његово име и шетајући ка Авенији Руставели. После само 15 минута, аутомобил који превози маскиране мушкарце Мхедриони баца димне бомбе на гомилу, што је само љути и даје енергију, а истовремено подстиче аплауз цивила на њиховим балконима. Група од осам до десет маскираних мушкараца који носе наочаре за сунце како би сакрили свој идентитет, формирају ред испред демонстраната и почињу да пуцају ћорке како би растерали гомилу. Неколико тренутака касније, прави се меци испаљују на демонстранте, који се насилно разилазе док се неки склањају иза аутомобила. Двојица демонстраната су одмах убијена, а неколико је повређено, укључујући још двоје који су умрли неколико дана касније. Догађаји од 3. јануара појачавају реторику између обе стране. Џаба Јоселијани на конференцији за новинаре саопштава да је одлука о насилном растурању демонстрација дошла директно од Војног савета, због указа хунте о забрани свих демонстрација. Он је масакр назвао „нормалним“ и запретио да ће поновити наређења ако становници Тбилисија наставе да крше уредбе Савета, док се извинио четворици новинара којима су опозиционе снаге заплениле опрему. Јоселијани оптужује елитне снаге ОМОН-а из Гамсахурдије да су провоцирали војнике Мхедриони.
Звијад Гамсахурдија је, током интервјуа за британску ТВ станицу, упоредио Војни савет са „терористима и криминалцима“ 4. јануара. Током истог интервјуа, он је одбио нову понуду да преговара о својој оставци са опозицијом и упоредио је пуцњаву са догађајима из јануара 1991. у Литванији, када су совјетске трупе пуцале и убиле неколико демонстраната који су се борили за независност.
У 18:00, Сигуа на телевизији објављује ултиматум председнику, дајући му рок до 08:00 следећег јутра да поднесе оставку. Војни савет привремено прекида ватру и блокира сваки приступ згради парламента, осим улице иза зграде како би се војницима Гамсахурдије омогућило да напусте ратиште. Председник одбија ултиматум док нуди компромис: озбиљно ограничење извршних овлашћења, референдум о постојању председниковог положаја, обнављање аутономије Јужне Осетије, повратак Турака Месхетина прогнаних у Централну Азију од 1940-их, ослобађање политичких затвореника и чланство у Заједници независних држава. Опозиција одбија ову понуду, након чега Гамсахурдија изјављује: Неколико пута сам покушавао да се стане на крај убијању, али се чини да је немогуће разговарати са опозицијом, јер је то само банда криминалаца. Једино што преостаје јесте да се боримо, боримо, и опет, да се боримо. Наравно, то није лако постићи, али мирно решење је могуће само ако се грузијско друштво мобилише, а оно друго у овом тренутку остане пасивно. Знам да можемо да победимо побуну својом војном силом, али биће потребно време.
Звијадово одбијање доводи до тензија унутар бункера, које ескалирају када две стране изазову насилну тучу због неслагања о стратегији праћења. Након пуцњаве унутар комплекса, велики део бораца напушта зграду парламента и до 20 часова само 500 стражара штити владу и председника. Након лажних гласина о погубљењима Нодара Гиоргадзеа и Џемала Котелијанија, двојице чланова владе које је Гамсахурдија затворио у бункер, Војни савет прави планове за нови напад на парламент.
Дана 4. јануара, док Џаба Јоселијани најављује план за укидање председништва и успостављање парламентарног система у Грузији, Министарство унутрашњих послова и Тужилаштво се заклињу на верност Војном савету. Као одговор, владине снаге су напале канцеларију тужиоца, ранивши двоје, али нису успеле да заузму зграду. Још једна битка се одвија током ноћи када про-Гамсахурдијине трупе покушавају да заузму телевизијски торањ са бацачима граната, али не успевају да победе ни у овој борби. До ових окршаја, међутим, долази док опозиција успева да блокира све радио преносе који долазе из бункера и прекида ватру на зграду парламента како би омогућила трупама да побегну из бункера. Још једна демонстрација од око 2.000 присталица Гамсахурдије одржава се 5. јануара, током које демонстранти слушају говоре у корист председника, пре него што иду улицом и мењају име шефа државе. Док гласине о маскираним мушкарцима који се приближавају аутомобилима стварају тензије унутар групе, демонстрације се одвијају мирно и природно се распршују у року од неколико сати.
Истог дана воде се последње борбе између снага Војног савета и снага Гамсахурдије. Док становници масовно напуштају центар Тбилисија, Тенгиз Китовани побеђује у новој борби у улици браће Зулабашвили, иза зграде парламента, финализујући окружење последњег владиног упоришта. Тенгиз Сигуа, у међувремену, јавно саопштава да је једна од његових највећих критика према Гамсахурдији његово непријатељство према Русији и предвиђа да ће се Грузија поново придружити Заједници независних држава када Гамсахурдија нестане. Руски лист 5. јануара објављује интервју са анонимним председничким чуваром који оптужује председника да је забранио било какво бекство својим трупама, претећи погубљењем сваком војнику који покуша да побегне.
Лојалистичке трупе покушавају последњи пут да заузму Радиодифузни торањ у Тбилисију. У 20:12 Војни савет изводи последњи насилни напад на зграду парламента, изолујући Звијада Гамсахурдија. Потоњи добија понуду за азил од јерменског председника путем телеграма. Крајем 5. јануара Министарство здравља евидентира најмање 90 мртвих и 700 повређених, док Војни савет инсистира да се број жртава креће до 200 мртвих и 900 повређених.
Ујутро 6. јануара, око 05:00, Звијад Гамсахурдија, његова породица и лична гарда од 60 саветнинка и телохранитеља напуштају Парламент путем иза зграде, једини излаз који је остао отворен од опозиционе трупе како би контролисале председничко бекство и спречиле распршивање наоружаних присталица Гамсахурдије широм престонице. Председник и његова породица одлазе председничким аутомобилом, Мерцедес-Бензом и праћени теренским возилом, минибусом, беже од блокаде на путу коју је дуж реке Мтквари поставио Гиорги Шенгелија, Вахтанг Кикабадзе и Гиорги Кхаиндрава. Опозиционе снаге тада продиру у напуштени и разрушени парламент, чији су неки потпорни стубови потпуно уништени, проглашавајући победу над владом Гамсахурдије и ослобађајући 40 затвореника остављених у бункеру (од којих су двојица одведена у локалну болницу након показивања знакова мучења).
Према опозиционим снагама, Звијад Гамсахурдија је напустио Тбилиси са око 700 милиона рубаља из државне касе. Неки Икарус аутобуси напуштају парламент са лојалистичким трупама убрзо након одласка председника, али ови не успевају да напусте град на време и бивају ухваћени у заседи у улици Леселидзе, током које је по Каркарашвилијевом наређењу погубљено шест лојалистичких војника. Они који су остали у згради парламента, предвођени привременим председавајућим парламента Немом Бурчуладзеом, су заробљени. Последња борба се одвија у западном делу Тбилисија, у близини гробља Мурхатбердани, у поподневним сатима. Када се смирила ситуација, одред против минирања се послао у бункер да очисти подручје.
У егзилу, Звијад Гамсахурдија прелази границу Азербејџана у 09:20 и у пратњи 12 возила стиже у Ганџу у 12:15. Војни савет распоређује хеликоптере у потрази за председником који је у бекству, док Тенгиз Китовани шири лажне гласине о заробљавању Гамсахурдије од стране азербејџанских власти, што је убрзо демантовало Министарство одбране Војног савета. Док неки извештаји показују да прогнани Грузијци покушавају да стигну до Бакуа пре него што пређу руску границу у Дагестан, Гамсахурдија завршава у јерменском граду Иџевану, на северу Јерменије, са пратиоцима увече. Китовани и Сигуа потом потписују декларацију којом се најављује пад „диктатуре“.
У Тбилисију је центар града потпуно уништен. Министарство комуникација, хотел Тбилиси, Национална уметничка галерија, биоскоп Авенија Руставели и друге установе су уништене, док је Дом уметника пун рупа од метака и чак има ракету која никада није експлодирала и која је остала на том месту неколико дана. Сама авенија Руставели је пуна поломљених прозора, обореног дрвећа и запаљених аутомобила. Мост Метехи, главну комуникацијску тачку између обе стране реке Мтквари, запалили су Мкедриони војници.
Едуард Шеварнадзе, бивши комунистички лидер Грузије и последњи министар спољних послова Совјетског Савеза, најављује своју намеру да се врати у Грузију како би помогао Војном савету и, према америчком геополитичком аналитичару Томасу Л. Фридману, „Џорџ Х. В. Бушова администрација није знала шта да каже, па ништа није рекла.“ На крају сукоба, званичне процене показују 90 мртвих и стотине повређених, али савремени извори министарства одбране показују да је укупан број мртвих 113.

### Бункер
Током пуча, влада Звијада Гамсахурдије наставља да се окупља унутар бункера. Присутан је скоро цео кабинет, као и већина посланика. Потоњи наставља да функционише на званичан начин, упркос одсуству његовог председавајућег Акакија Асатианија. Дана 2. јануара, присутни чланови гласају да се тражи присуство Асатианија у бункеру, дајући му рок до 11:00 4. јануара, што је крајњи рок који је Асатиани игнорисао, који уместо тога тражи Гамсахурдијеву оставку. Унутар бункера, услови су лоши. Један борац је описао бункер током сукоба као "нехигијенски". Да би се спречило ширење дизентерије, војницима се редовно дају коктели лекова, док се оброци хране описују као „лоши“. Погоршавајући санитарне услове, мртви војници се гомилају у бункеру, а после Гамсахурдијевог одласка Војни савет открива просторију са десетинама лешева. 
Под овим условима, неки сведоци примећују да се личност Звијада Гамсахурдије драстично променила. Мурман Оманидзе, његов министар спољних послова, описао га је као „одвезаног од свега, због огромног стреса који му је пао на рамена.“ Председник води бункер на ауторитаран начин и организује сеансе мучења против опозиционих затвореника. Касније су неке жртве сведочиле о методама мучења које су користили Гамсакурдија партизани, укључујући тешка премлаћивања, струјне ударе и вешање. Затвореници се затварају у ћелије створене посебно за мучење и под надзором су министра трговине. Војни савет после пуча тврди да су у бункеру стрељана два затвореника, али та тврдња никада није потврђена у међународној штампи. Дана 3. јануара, Тенгиз Китовани тврди да поседује видео који доказује да су деца из локалног сиротишта одведена на силу у бункер да служе као невољни таоци и спрече сваки насилни напад опозиције, тврдњу коју је демантовао Гамсахурдија.

### Град
Тбилиси, највећи град на Кавказу, у великој мери страда током пуча. Према сведочењу Мурмана Оманидзеа и извештавању руских медија, 80% зграда у центру града је уништено у бици, што је довело до великог броја избеглица. Црвени крст оснива станицу у хотелу Иверија, на мање од 900 метара од зграде парламента и формира се волонтерска спасилачка служба Сантели за помоћ цивилима погођеним сукобом. Ниво криминала значајно расте током две недеље сукоба, уз велики број пљачки и отмице аутомобила. У неким случајевима, наоружани људи стварају блокаде на путевима и приморавају возаче да испразне своје резервоаре. Штавише, Војни савет тврди да банде наоружаних партизана Гамсахурдије више пута тероришу становништво, што новине не могу да потврде.
Гиорги Каркарашвили је 2. јануара именован за војног гувернера Тбилисија, задуженог за очување мира у престоници. Ванредно стање се проглашава са почетком у 00:00 3. јануара и Каркарашвили формира милицију која ће патролирати улицама пре него што државна полиција, неутрална током прве половине сукоба, преузме власт 5. јануара након именовања од стране Војни савет начелника популарне полиције Романа Гванцадзеа за министра унутрашњих послова. Каркарашвилијева милиција намеће строга правила становништву. Полицијски час забрањује било кога да буде на улици ноћу, док је Војни савет прогласио ванредно стање овлашћује паравојну групу да ухапси свакога ко хода улицом да би прегледао своја лична документа, да сведочи да ли подржава Гамсахурдију или не. Само становницима Тбилисија је дозвољено да бораве у граду дуже од 24 сата током сукоба, док се другима даје једнодневна дозвола.
Дневне услуге су такође у великој мери погођене. Док подземни метро наставља нормално да функционише, остала средства јавног превоза су у прекиду. Економска криза погађа Тбилиси јер су трговачки центри затворени, а пијаце губе залихе због тога што фармери остају на селу. Штавише, неколико насеља пати од несташица струје. Аеродром Тбилиси је миниран. Телефонске линије, прекинуте чим је државни удар започело Министарство комуникација, Војни савет поново успоставља 4. јануара. За то време, новине престају да се штампају због страха од напада про-Гамсахурдијских партизана. Поште и телеграфске станице су такође затворене.
Премијер Војног савета Тенгиз Сигуа одржао је 9. јануара конференцију за штампу на којој је детаљно изнео укупну штету проузроковану државним ударом. Према његовим речима, изгорело је укупно 10.000 квадратних метара стамбеног простора, што је довело до тога да су 252 породице (759 људи) остале без крова над главом, за шта су два хотела, два санаторија и неке државне викендице ван Тбилисија издвојене као привремени смештај. Укупна цена штете процењена је на између 500 милиона и милијарду рубаља.

## После пуча
Звијад Гамсахурдија 7. јануара проглашава своју владу у егзилу, инсистирајући да његов легитимитет остаје на снази и да међународна заједница не може признати државни удар. Међутим, ову тврдњу убрзо одбацује Војни савет, чији правни саветник Рон Миграули пише чланак за дневни лист „Слободна Грузија” тврдећи да је оружана револуција против диктатуре, чак и ако је изабрана и призната од стране међународне заједнице, мора бити легитимна по међународном праву. Како би демонстрирали подршку свргнутом председнику, гомила од неколико стотина демонстраната истог дана демонстрира на улицама Тбилисија, игноришући уредбе Војног савета. Џаба Јоселијани наређује својим трупама да застраше масу гађајући ћорцима, растерајући демонстрације и рањавајући двојицу. Неколико добровољаца у Тбилисију и Мегрелији, родном региону Гамсахурдије, почиње да организује и регрутује наоружану подршку за планирање контранапада.
Вахтанг Размадзе, тужилац именован од хунте, шаље делегацију коју чине Александар Касвадзе, Гиорги Шенгелија, заменик тужиоца Реваз Кипијани и заменик министра унутрашњих послова Гиви Кванталијани у Јерменију како би преговарали о мирном повратку прогнаног председника у Грузију у замену за окончање његових председничких захтева, предлог који је Гамсахурдија одбио. Друга делегација, којом председава Елдар Шенгелија, у којој су Чабуа Амиреџиби, Григол Лорткипанидзе, Гиорги Кхаиндрава, Вахтанг Кикабадзе и Риваз Кипијани, 13. јануара одлази у Јереван да се састане са председником Јерменије Левоном Тер-Петросијаном и председником Народне скупштине Бабкеном Арарксијаном. Међутим, последња двојица одбијају да изруче Гамсахурдију. Лорткипанидзе, један од грузијских делегата, пише писмо које је потписало десетак припадника тбилисијске интелигенције тражећи солидарност од јерменске интелигенције. Истог дана, Звијад Гамсахурдија и његова породица узимају приватни авион са грузијским пилотом и крећу из Јерменије у Грозни, главни град Ичкерије, чији је председник Џохар Дудајев ипак признао легитимитет владе у егзилу. Два борбена авиона, које је послао Војни савет, покушавају да обарају авион, али не успевају.
Поред привременог уништења централног дела града Тбилисија и смрти више од стотину Грузијаца, последице грађанског сукоба од децембра 1991. до јануара 1992. осећаће се током деведесетих година. Војни савет, на власти у Тбилисију је трајао још два месеца, стварајући ауторитарни и војни режим широм земље, све до доласка Едуарда Шеварнадзеа у марту. Овај други, који је већ од 5. јануара најавио своју подршку опозицији и понуду да притекне у помоћ Грузији, постаје нови шеф државе и мора да проведе неколико година да успостави своју централну власт, суочавајући се са милитаристичким амбицијама Китованија и Јоселанија. Тек 1995. године одржавају се следећи председнички избори и формализују Шеварнадзеово вођство. Гамсахурдијев одлазак означава само почетак грађанског рата који ће Грузију гурнути у хаос све до 1994. Након неколико месеци, Гамсахурдија се враћа у Грузију преко Абхазије, постављајући камп у Зугдидију, регионалној престоници Мегрелије. Након што су протерали снаге нове централне владе, Гамсахурдија и његове присталице, које се називају „звијадисти“, успостављају противничку владу у западној Грузији, гурајући Мегрелију у грађански рат до његове смрти 31. децембра 1993. године. Током 1990-их, Мингрелија ће постати мета насилних политичких прогона које је организовала милиција Мхедриони у борби против преосталих Звијадиста.
Још директнија последица је ситуација која се разоткрива у Јужној Осетији током сукоба. Док је регион усред сепаратистичког рата против осетске мањине, пуч даје побуњеницима прилику да ојачају своју позицију. Гамсахурдија и његова опозиција опозивају једну за другом своје грузијске милиције стациониране у Јужној Осетији, дајући јасну предност осетским војницима да задрже своје последње бастионе Националне гарде како би заштитио грузијске територије; истог дана, опозициони лидери нуде прекид ватре и мировни предлог сепаратистима. У знак добре вере, Китовани и Јоселијани су 5. јануара ослободили Тореза Кулумбегова, бившег совјетског лидера Јужне Осетијске аутономне области, којег је Гамсахурдија затворио током почетка Осетске побуне. Ово ослобађање, међутим, Осетије игноришу и самопроглашени Врховни совјет Јужне Осетије објављује општу мобилизацију свих мушкараца од 18 до 60 година да искористе грузијски неуспех у своју корист. Комитет за одбрану састављен од десет мобилних јединица формиран је 5. јануара за одбрану Цхинвалија и напад на грузијске положаје. Знаур Гасијев, који води Јужну Осетију за време Кулумбеговог одсуства, предвиђа да „ако ово зло Гамсахурдија победи, наш народ ће морати да се бори до краја ако нас Русија не призна. Гамсахурдија нам неће дозволити да живимо овде."" Током те зиме, Осети заузимају цео Цхинвали и неколико села. Све до данас, Осетија остаје под контролом сепаратиста.

## Последице пуча
Рат у Тбилисију остаје сећање за већи део становништва главног града. Уништење авеније Руставели представљено је овим речима које је цивил рекао током специјалног извештаја Њујорк Тајмса: Морате да разумете, Руставели је био место где смо се играли после школе, где смо изводили девојке у шетњу. То је било срце Тбилисија. Гледали смо те сцене на телевизији, али нисмо ни слутили да је тако лоше.
Серж Шмеман, који је извештавао о постсовјетском свету за Њујорк Тајмс, говори о грузијској трагедији која је приморала „грузијске националне хероје да ударе на грузијске националне хероје.“ Томас Л. Фридман, амерички геополитички новинар, говори о пучу као почетку одлучујуће промене у интервенционистичкој политици Сједињених Држава након пада СССР-а: Државни удар је у средишту следеће велике дебате о америчкој спољној политици… Питање је да ли се ове нове демократе ругају саме себи, или се ругају нама? Јасно је да је администрација Џорџа Х. В. Буша прозрела Гамсахурдију.
Америчка реакција на пуч шокирала је неколико Грузијаца који су били убеђени да Сједињене Државе представљају геополитичку алтернативу Русије. Међутим, убрзо постаје јасно да Вашингтон види Русију и Бориса Јељцина као потенцијалног савезника у новом постсовјетском свету и из тог разлога је амерички државни секретар Џејмс Бејкер, који је често критиковао кршења људских права од стране Гамсахурдије, игнорисао иста кршења учињена под Едуардом Шеварнадзеом, чак подржавајући и саветујући председништво потоњег. Мурман Оманидзе, министар иностраних послова Гамсахурдије који је побегао из Тбилисија након што је оптужен за издају током побуне, анализира док је био у Москви да државни удар није сукоб између владе и њене опозиције, већ између различитих фракција исте партије:Популарна верзија да се ради о сукобу између опозиције и присталица грузијског председника је нетачна. Борба се води између чланова коалиције на врху Републике… Десетине истинских опозиционих партија не учествују у сукобу и радије чекају пре него што се изјасне о тој теми.